# Lathrobium fulvipenne
Lathrobium fulvipenne är en skalbaggsart som beskrevs av Johann Ludwig Christian Gravenhorst 1806. Lathrobium fulvipenne ingår i släktet Lathrobium, och familjen kortvingar. Arten är reproducerande i Sverige.